# Апшеронская узкоколейная железная дорога
Апшеро́нская узкоколе́йная желе́зная доро́га — крупнейшая горная узкоколейная железная дорога
на территории России и бывшего СССР. Строилась и использовалась в основном для вывоза леса, использовалась также как пассажирская.
Управление дороги находится в Апшеронске (Краснодарский край). Ширина колеи: 750 мм. Дата открытия первого участка: 1927 год.
Вплоть до 2010 года состояла из магистральной линии протяжённостью 59 километров — от станции Апшеронская до станции Шпалорез через станции Самурская, Черниговская и 40 км. Имеется одно короткое ответвление длиной 2,5 километра — от 40 км до Кушинки.

## История
Первый участок Апшеронской узкоколейной железной дороги был открыт в 1927 году. Горная линия от Черниговской до Шпалореза (позднее переименованного в Отдалённый) полностью была открыта в 1940-х годах. На горной линии самым дальним населённым пунктом, южным опорным центром лесозаготовок в 1940-е годы, стал посёлок Отдалённый.
В 2010 году узкоколейная железная дорога передана в управление под заново отстраивающийся Апшеронский ДОК, ранее принадлежала ОАО «Апшеронсклеспром» (Апшеронский леспромхоз). В этом же году были разобраны пути Апшеронск — Самурская, участок пути Самурская — Черниговская. Подвижной состав, находившийся в апшеронском депо, частично был перевезён на станцию Черниговская. Протяжённость узкоколейной железной дороги по состоянию на 2010 год — 37 км. В 2011 году в посёлке Черниговское построено новое локомотивное депо на два стойла.

## Современное состояние

### Участок Черниговское — Отдаленный
На Апшеронской узкоколейной железной дороге выполняются регулярные пассажирские и грузовые перевозки. Узкоколейная железная дорога является основным средством сообщения с сельскими населенными пунктами Апшеронского района: Десятый Километр, Кушинка, Новый Режет, Тубы, Средние Тубы, Шпалорез «Отдалённый». Узкоколейная железная дорога крайне важна для местных жителей. Грузовое движение круглогодично, вывозка леса осуществляется по узкоколейной железной дороге, погрузка леса ведётся на станциях Кушинка и Тубы.
С апреля 2018 года начали ходить туристические поезда «Шпалорез Экспресс» по всему действующему участку железной дороги. Туристы могут арендовать специальный туристический поезд для проведения экскурсии по горной узкоколейной железной дороге.
В марте 2020 года вышел документальный фильм об Апшеронской узкоколейной железной дороге «Выход из Матрицы»
Подвижной состав
Локомотивы
- ТУ4—3003 (Шпалорез Экспресс)
- ТУ6П-0053 автомотриса
- ТУ7-2540, 2629, 3219
- ТУ7А—3307 (Шпалорез Экспресс)
- ТУ8— 0148 (Шпалорез Экспресс)
- ТУ8П-0005 автомотриса

Вагоны
- Крытый вагон
- Вагоны платформы
- Снегоочиститель СО-750
- Пассажирские вагоны ПВ40 (Шпалорез Экспресс)

### Участок Гуамка — Мезмай
Ранее существовала ветка Самурская — Гуамка — Мезмай — Темнолесская — Камышанова Поляна — Гузерипль и далее в горы.
В конце 1960-х начале 1970-х годов был разобран участок Темнолесская — Камышанова Поляна.
Участок от Гузерипля в горы является полностью заброшенным и уже стал своего рода достопримечательностью этого посёлка. Туристы, отправляясь в Лаго-Наки, непременно фотографируются с остатками узкоколейки.
В 1980-е годы в результате наводнения были разрушены пути на участке Самурская — Гуамка. Сегодня этот участок линии существует лишь от Гуамка до Мезмай через Гуамское ущелье и представляет собой самостоятельную узкоколейную железную дорогу.
В 2011 году в результате оползня был разрушен участок несколько сот метров в Гуамском ущелье, доехать до Мезмая было невозможно вплоть до 2017 года. В настоящее время движение восстановлено, но ходят исключительно туристические поезда с аудиоэкскурсиями об истории ущелья.
В ущелье работает туристический тепловоз ТУ8 — 0427 с тремя пассажирскими вагонами ПВ40, а также дрезины. Доехав до остановки Урочище Монахово, он высаживает пассажиров и возвращается в пункт отправления. Пешее передвижение по данному маршруту запрещено — это опасно. Дальше пассажиры могут отправиться пешком в сторону Мезмая по недействующей узкоколейной ветке — остаток пути составляет около 8 км.
Подвижной состав
Локомотивы
- ТУ8 — № 0427
- ТУ8П-0006 автомотриса (останки в каньоне реки Курджипс)

Вагоны
- Вагоны платформы
- Снегоочиститель СО-750
- Пассажирские вагоны ПВ40

- Снегоочиститель СО-750
- Мотодрезина
- ТУ8-0427
- Вагон платформа

## Фотогалерея
- "Матрица" автомотриса ТУ6П-0053
- Черниговская
- Пассажирские вагоны ПВ40 (Шпалорез Экспресс)
- ТУ8П—0005 на станции Тубы
- Станция Десятый Километр
- Снегоочиститель СО-750, Черниговская
- Платформы-лесовозы на станции Кушинка
- Гуамское ущелье
- Гуамское ущелье